# Всеяпонська федерація кендо
Всеяпонська Федерація Кендо (яп. 全日本剣道連盟, скор. ЗНКР, Зен Кен Рен, англ. All Japan Kendo Federation, AJKF)— це національна недержавна організація, яка пропагує та популяризує три будо (бойові мистецтва): кендо, іайдо та дзьодо.
Федерація складається з 47 префектурних федерацій кендо по всій країні як організацій-членів. Вона також є членом Японської асоціація будо, Японської спортивної асоціації, Японського олімпійського комітету та Міжнародної федерації кендо з часів її заснування.

## Діяльність
Всеяпонська федерація кендо здійснює такі види діяльності:
- Розробка та затвердження форм (сеітеі ката) з кендо, іайдо та дзьодо.
- Проведення семінарів з кендо, іайдо та дзьодо, а також підготовка інструкторів.
- Проведення і присудження іспитів на ступені та звання на основі к'ю та дан системи.
- Відзначення осіб, які зробили значний внесок у розвиток кендо.
- Збереження та передача матеріалів, пов'язаних із кобудо (стародавніх бойових мистецтв).
- Видання інформаційного журналу «Щомісячний Кенсо» та пов'язаних з ним книг.

### Офіційні змагання
- Чемпіонат Японії з кендо
- Чемпіонат Японії з кендо серед жінок
- Всеяпонський турнір з іайдо
- Всеяпонський турнір з дзьодо
- Всеяпонський відбірковий турнір серед майстрів кендо 8-го дану
- Всеяпонський матч схід-захід з кендо
- Всеяпонський турнір з кендо серед господинь
- Всеяпонський чемпіонат з кендо серед префектур
- Всеяпонський турнір демонстраційних виступів з кендо
- Всеяпонський турнір з бойових мистецтв (кендо) для дітей та підлітків

### Сеітеі ката
- Ніхон Кендо ката (яп. 日本剣道形, Nihon Kendo Kata; перейменовано з Dai Nihon Teikoku Kendo Kata)

«Японські ката кендо»
- Мокуто ні йору кендо кіхонгі кейкохо (яп. 木刀による剣道基本技稽古法, Mokutō Ni Yoru Kendō Kihon-gi Keikohō)

«Методика тренувань основних технік кендо з використанням дерев'яного меча»
- Зенніхон кендо ренмей іай (яп. 全日本剣道連盟居合, Zen Nihon Kendo Renmei Jōdō)

«Іаї Всеяпонської федерації кендо»
- Зенніхон кендо ренмей дзьодо (яп. 全日本剣道連盟杖道, Zen Nihon Kendo Renmei Jōdō)

«Дзьодō Всеяпонської федерації кендо»

## Історія
- 31 жовтня 1946 року (21 рік Сьова): Розпущено Велику японську асоціацію бойових мистецтв (大日本武徳会, Дай Ніппон Бутокукай).
- 5 березня 1950 року (25 рік Сьова): Створено Всеяпонську федерацію змагань з кендо (全日本剣道競技連盟, Зен Ніппон Кендо Кьоґі Ренмей), яка пізніше була перейменована на Всеяпонську федерацію змагань з нагінати (全日本撓競技連盟, Зен Ніппон Шінай Кьоґі Ренмей).
- 14 жовтня 1952 року (27 рік Сьова): Утворено Всеяпонську федерацію кендо (全日本剣道連盟, Зен Ніппон Кендо Ренмей).
- 1953 року був проведений перший чемпіонат Японії з кендо[5].
- 14 березня 1954 року (29 рік Сьова): Всеяпонська федерація кендо та Всеяпонська федерація змагань з нагінати об'єднуються, утворюючи єдину Всеяпонську федерацію кендо (全日本剣道連盟, Зен Ніппон Кендо Ренмей).
- 1955 рік (30 рік Сьова): Нагіната (薙刀) створює Всеяпонську федерацію нагінати (全日本薙刀連盟, Зен Ніппон Нагіната Ренмей) та стає незалежною.
- 1956 рік (31 рік Сьова): У Всеяпонській федерації кендо створено відділи іайдо (居合道部) та дзьодо (杖道部).
- 28 липня 1958 року (33 рік Сьова): Управління Імператорського двору нагородило федерацію Кубком Імператора (天皇盃).
- Лютий 1972 року (47 рік Сьова): Отримано статус благодійної організації (фундація).
- 1997 рік (9 рік Хейсей): Управління Імператорського двору нагородило федерацію Кубком Імператриці (皇后盃).
- 1 квітня 2012 року (24 рік Хейсей): Перехід до статусу загальної благодійної організації.
- 16 вересня 2020 року (2 рік Рейва): Перехід до статусу публічної благодійної організації (公益財団法人).

## Структура організації

### Посадові особи
- Президент (会長, кайтьо:)
  - Кількість: 1 особа.
- Віце-президенти (副会長, фуку-кайтьо:)
  - До 3 осіб.
- Головний виконавчий директор (専務理事, сенму-рідзі)
  - 1 особа.
- Постійні директори (常任理事, дзьо: нін-рідзі)
  - До 12 осіб.
- Директори (理事, рідзі)
  - До 16 осіб.
- Ревізори (監事, кандзі)
  - Від 3 до 5 осіб; здійснюють аудит майна та діяльності директорів.

### Спеціалізовані комітети
- Комітет загальних питань (総務委員会, со: му іінкай)
- Комітет популяризації (普及委員会, фукю: іінкай)
- Комітет з навчання (指導委員会, шідо: іінкай)
- Комітет з присвоєння звань та ступенів (称号・段位委員会, шьо: ґо-дан'і іінкай)
- Комітет змагань та суддівства (試合・審判委員会, шіай-шінпан іінкай)
- Комітет підготовки (強化委員会, кьо: ка іінкай)
- Комітет громадських спортивних інструкторів (社会体育指導員委員会, шякай тайіку шідо: ін іінкай)
- Міжнародний комітет (国際委員会, кокусай іінкай)
- Комітет іайдо (居合道委員会, іайдо: іінкай)
- Комітет дзьодо (杖道委員会, дзьо: до: іінкай)
- Медично-науковий комітет (医・科学委員会, і-каґаку іінкай)
- Комітет зі зв'язків з громадськістю (広報委員会, ко: хо: іінкай)
- Антидопінговий комітет (アンチ・ドーピング委員会, анті-до: пінґу іінкай)

## Нагороди від Федерації
Нагорода за заслуги в кендо (剣道功労章)
Запроваджена у 1964 році (39-й рік Сьова) і присуджувалася президентом Всеяпонської федерації кендо за погодженням з радою директорів серед тих, хто мав звання ханші дзюдан (десятого дану). Виплачувалася довічна пенсія в розмірі 50 000 єн на рік (з 1967 року — 100 000 єн). Станом на кінець 1975 року нагороду отримали три особи:
- Мотіда Сейдзі (持田盛二)
- Саімура Ґоро (斎村五郎)
- О: аса Ю: дзі (大麻勇次)

Спеціальна нагорода за заслуги в кендо (剣道特別功労賞)
Запроваджена у 1992 році з нагоди 40-річчя заснування Всеяпонської федерації кендо. Вручається старійшинам, які зробили особливий внесок протягом багатьох років. Станом на 2013 рік нагороду отримали шість осіб:
- Оно Соітіро (大野操一郎, О: но Со: ітіро:) (1992)
- Яно Ітіро (矢野一郎, Яно Ітіро:) (1992)
- Іноуе Масатака (井上正孝, Іноуе Масатака) (2001)
- Уеда Хадзіме (植田一, Уеда Хадзіме) (2001)
- Ісіхара Тадамі (石原忠美, Ісіхара Тадамі) (2003)
- Морісіма Такео (森島健男, Морісіма Такео) (2009)

Нагорода за досягнення в кендо (剣道功労賞)
Запроваджена у 1995 році. Церемонія нагородження проводиться щорічно восени. Станом на кінець 2005 року нагороду отримали 48 осіб.
Нагорода за видатні досягнення в кендо (剣道有功賞)
Запроваджена у 1995 році. Церемонія нагородження проводиться щорічно восени. Станом на кінець 2005 року, нагороду отримали 666 осіб.
Премія за заохочення освіти в дитячому кендо (少年剣道教育奨励賞)
Запроваджена у 2004 році. Вручається організаціям (іноді окремим особам), які сприяють розвитку дитячого кендо, на основі рекомендацій від федерацій кендо різних префектур.
Відзнака Залу слави кендо (剣道殿堂顕彰)